# Triumph Studios
Triumph Studios är en holländsk datorspelsutvecklare med bas i Delft. Företaget grundades 1997 och har sedan dess utvecklat spel för PC, Xbox 360 och Playstation 3. Den 30 juni 2017 meddelade Paradox Interactive att den hade förvärvat Triumph Studios.

## Spel[3]
| Utgivet          | Spel                                         | Utgivare                | Genre               | Platform(s) | Platform(s) | Platform(s) |
| Utgivet          | Spel                                         | Utgivare                | Genre               | Win         | X360        | PS3         |
| ---------------- | -------------------------------------------- | ----------------------- | ------------------- | ----------- | ----------- | ----------- |
| 31 oktober 1999  | Age of Wonders (Samproducerad av Epic Games) | Gathering of Developers | Turn-based strategy | Ja          | Nej         | Nej         |
| 12 juni 2002     | Age of Wonders II: The Wizard's Throne       | Take-Two Interactive    | Turn-based strategy | Ja          | Nej         | Nej         |
| 22 juli 2003     | Age of Wonders: Shadow Magic                 | Gathering of Developers | Turn-based strategy | Ja          | Nej         | Nej         |
| 29 juni 2007     | Overlord                                     | Codemasters             | Action-adventure    | Ja          | Ja          | Ja          |
| 15 februari 2008 | Overlord: Raising Hell                       | Codemasters             | Action-adventure    | Ja          | Ja          | Ja          |
| 23 juni 2009     | Overlord II                                  | Codemasters             | Action-adventure    | Ja          | Ja          | Ja          |
| 2010             | Age of Wonders Trilogy                       | Triumph Studios         | Turn-based strategy | Ja          | Nej         | Nej         |
| 31 mars 2014     | Age of Wonders III                           | Triumph Studios         | Turn-based strategy | Ja          | Nej         | Nej         |